# Sélar queue jaune
Atule mate
Genre
Espèce
Synonymes
- Alepes mate (Cuvier, 1833)[2]
- Carangus politus Jenkins, 1903[2]
- Caranx affinis Rüppell, 1836[2]
- Caranx hasseltii (Bleeker, 1851)[2]
- Caranx mate Cuvier, 1833 - protonyme[2]
- Caranx xanthurus Cuvier, 1833[2]
- Decapterus lundini Jordan & Seale, 1906[2]
- Decapterus normani Bertin & Dollfus, 1948[2]
- Decapterus politus (Jenkins, 1903)[2]
- Selar affinis (Rüppell, 1836)[2]
- Selar hasseltii Bleeker, 1851[2]
- Selar mate (Cuvier, 1833)[2]

Statut de conservation UICN

 LC  : Préoccupation mineure
Répartition géographique
Le Sélar queue jaune (Atule mate) est une espèce de poissons de la famille des Carangidés, de l'ordre des Perciformes. C'est la seule espèce de son genre Atule (monotypique).

## Répartition et habitat
Atule mate est un poisson marin qui se rencontre à une profondeur de 1 et 80 m. Il est présent dans le bassin Indo-Pacifique aux latitudes comprises entre 35°N et 35°S et aux longitudes de 24°E à 135°W, incluant la mer Rouge, les côtes de l'Afrique de l'Est, les iles hawaïennes et les Samoa, le nord du Japon, jusqu'à la mer d'Arafura et le nord de l'Australie. Il affectionne les mangroves et les baies côtières. En haute-mer il forme des bancs mais vit également isolé.

## Description
La taille maximale connue pour Atule mate est de 300 mm avec une taille moyenne de 260 mm.
C'est une espèce plutôt diurne qui s'alimente de crustacés et de petits invertébrés planctoniques tels que copépodes mais également les céphalopodes.

## Étymologie
Le genre Atule fait référence au nom vernaculaire local de ce poisson en Polynésie. Également appelé Akule en hawaïen. 
Son nom spécifique, mate, de mate-paré, le nom local qui lui est donné à Pondichéry (Inde), l'une des localités type de cette espèce.